# مانستر.کام
مانستر.کام (انگلیسی: Monster.com) شرکت فناوری اطلاعات آمریکایی است، که در سال ۱۹۹۹ تأسیس شد.